# ヴィーデン (ウィーン)
ヴィーデン (Wieden  発音) は、オーストリアの首都・ウィーン市第4区の地名である。

## 歴史
1850年3月6日、ヴィーデン (Wieden)、フンゲルブルン (Hungelbrunn)、シャウムブルガーグルント (Schaumburgergrund) の3地区が統合して成立。1861年に現在の5区にあたるマルガレーテンが分離し、現在の区域となった。
1945年から1955年にかけてはソビエト連邦により占領されていた。
神聖ローマ皇帝フェルディナント2世により造られた夏の宮殿は、マリア・テレジアがイエズス会に売却するまで何回も拡張された。

## 著名な住人
- ヨハネス・ブラームス
- クリストフ・ヴィリバルト・グルック
- ヨハン・シュトラウス2世
- エマヌエル・シカネーダー
- カール・ルエーガー